# I dieci comandamenti
Pour les articles homonymes, voir Les Dix Commandements.
Pour plus de détails, voir Fiche technique et Distribution.
I dieci comandamenti est un film dramatique film italien à sketches réalisé par Giorgio Walter Chili et sorti en 1945. Tourné à Rome en 1944, pendant l'occupation allemande, jusqu'à la libération de la ville, il est divisé en dix épisodes, un pour chaque commandement, scénarisés pour capturer l'essence des tables de la loi remises à Moïse. Il fait partie des films considérés perdus.

## Synopsis
Dans un prologue et un épilogue, de jeunes prêtres partent dans le monde pour répandre la parole du Seigneur. Dans le film, les commandements sont présentés dans l'ordre inverse, du dernier au premier, pour souligner la ligne d'ascension des créatures humaines vers le Créateur.

### Non desiderare la roba d'altri
La jeune Corinna, fiancée à un honnête jeune homme, rêve de devenir riche et de posséder divers bijoux, mais lorsqu'elle se rend compte que pour atteindre son but elle risque de perdre son honneur, elle préfère renoncer à ce bonheur factice en acceptant d'épouser son fiancé et d'être pauvre mais sereine.

### Non desiderare la donna d'altri
Une jeune fille, mariée à un homme bon mais brusque, accepte de faire la cour à une connaissance. Au moment de tromper son mari, elle n'a pas la force de commettre l'adultère, préférant retourner auprès de son époux.

### Non fare falsa testimonianza
Une institutrice tombe amoureuse du curé du village. Lorsque l'évêque l'apprend, il convoque l'institutrice et la réprimande sévèrement : le curé sera puni et elle, se rendant compte du mal qu'elle a involontairement causé, commence à désespérer et éclate en sanglots.

### Non rubare
Linda, caissière d'un entrepôt, détourne une grosse somme d'argent de la caisse pour sauver son frère de la prison. Mais le manque à gagner sera évité, car son frère refusera cette aide malhonnête et la femme devra remettre l'argent dans la caisse avant que le propriétaire de l'entrepôt ne s'en aperçoive.

### Non ammazzare
Une haine viscérale s'installe entre deux familles et va jusqu'aux menaces de mort. Une nuit, l'un des chefs de famille entreprend de tuer l'autre rival, mais lorsqu'il se rend compte qu'il a en fait tiré sur son frère, il devient fou.

### Non commettere atti impuri
Un mari découvre que sa femme attend un enfant. Au moment de l'accouchement, le médecin l'avertit que le bébé est né avec les signes d'une mauvaise maladie qu'il portera toute sa vie. À cette nouvelle, l'homme s'effondre, le cœur brisé.

### Onora il padre e la madre
Un homme riche organise une fête somptueuse pour les fiançailles de sa fille, mais refuse d'accueillir les parents de celle-ci, venus de la campagne. Au cours de la nuit, celle-ci, plutôt que d'épouser le fiancé aristocrate, préfère s'enfuir avec un jeune paysan.

### Ricordati di santificare le feste
Deux jeunes mariés, qui vivent séparés depuis longtemps, se trouvent à l'internat où étudie leur petite fille. Lorsqu'ils assistent à l'office religieux de sa première communion, cette circonstance rapproche le couple.

### Non nominare il nome di Dio invano
Un jeune homme malheureux reproche à sa jeune amie, qui a choisi d'entrer dans un monastère pour devenir religieuse, l'égoïsme du monde et la cruauté des riches. Lorsqu'il lui avoue qu'il ne croit pas en Dieu parce qu'il ne protège pas les malheureux, elle lui rétorque que le vrai bonheur n'est pas de ce monde.

### Io sono il Signore Dio tuo
Un financier, après avoir ruiné son adversaire par la spéculation boursière, apprend de son médecin qu'il est atteint d'une grave maladie, un cancer de l'estomac. Terrorisé, il se précipite chez son adversaire pour lui demander pardon, mais lorsqu'il apprend qu'il s'est suicidé, il erre toute la nuit dans le regret et le remords. Se sentant perdu, il entre dans une église, s'agenouille et se met à prier.

## Fiche technique
- Titre originale : I dieci comandamenti[1]
- Réalisation : Giorgio Walter Chili
- Scénario : Giorgio Walter Chili, Diego Fabbri, Pietro Germi, Enrico Ribulsi, Callisto V. Vanzin
- Photographie : Sergio Pesce (it)
- Société de production : Profir
- Pays de production :  Royaume d'Italie
- Langue originale : italien
- Format : Noir et blanc - 1,37:1 - Mono
- Genre : drame à sketches
- Durée : 102 minutes
- Date de sortie : 
  - Royaume d'Italie : août 1944 (visa délivré le 24 avril 1945[1])

## Distribution
Non desiderare la roba d'altri
- Marina Berti : Corinna
- Carlo Campanini : le fiancé de Corinna
- Delia Brandi :

Non desiderare la donna d'altri
- Amedeo Nazzari : le marié
- Germana Paolieri : la mariée

Non fare falsa testimonianza
- Elisa Cegani : l'institutrice
- Claudio Gora : le curé de la paroisse

Non rubare
- Assia Noris : Linda
- Otello Toso : le frère de Linda
- Carlo Romano : propriétaire de l'entrepôt

Non ammazzare
- Roldano Lupi : le chef de famille
- Delia Orman :
- Nino Pavese :
- Aldo Silvani :

Non commettere atti impuri
- Rossano Brazzi : le mari
- Loretta Lisi : l'épouse

Onora il padre e la madre
- Vera Carmi : la fiancée
- Ada Dondini : la mère de la fiancée
- Ugo Sasso : le jeune fermier
- Cesco Baseggio : le père de la fiancée
- Luigi Pavese : le fiancé aristocrate
- Bella Starace Sainati :

Ricordati di santificare le feste
- Massimo Girotti : le marié
- Mariella Lotti : la mariée

Non nominare il nome di Dio invano
- Andrea Checchi : le jeune homme malheureux
- Valentina Cortese : l'amie du jeune homme
- Adele Garavaglia :

Io sono il Signore Dio tuo
- Carlo Ninchi : le financier
- Bianca Manenti :

Autres interprètes
- Carlo Tamberlani
- Elvira Betrone
- Mario Ferrari
- Giovanni Grasso
- Guido Notari
- Cesare Fantoni
- Fedele Gentile
- Franca Dominici
- Arturo Bragaglia
- Amedeo Trilli
- Giuseppe Porelli
- Loris Gizzi
- Amilcare Pettinelli
- Nino Marchesini
- Lorena Berg
- Dino Di Luca
- Giovanna Scotto
- Ciro Berardi
- Gina Ror
- Amalia Pellegrini
- Guido Garavaglia
- Ennio Cerlesi
- Giorgio De Lullo
- Franco Pucci
- Maria Marengo